# Meruterrana
Meruterrana is een geslacht van rechtvleugeligen uit de familie sabelsprinkhanen (Tettigoniidae). De wetenschappelijke naam van dit geslacht is voor het eerst geldig gepubliceerd in 1912 door Sjöstedt.

## Soorten
Het geslacht Meruterrana  is monotypisch en omvat slechts de volgende soort:
- Meruterrana elegans (Sjöstedt, 1912)